# 지둥역
지둥역(중국어: 鸡东站은 중화인민공화국 헤이룽장성 지시시 지둥현 지둥진에 위치한 린미 철도의 철도역이다. 1936년에 개장하였으며, 하얼빈 철로국의 관할하에 있다.

## 역 인근
- 펑군콰이제 호텔(风顺快捷宾馆)
- 지둥현 공안국 전진변방 파출소
- 지둥 도로터미널
- 중국우정저축은행 지둥지점
- 중국농업은행 지둥진 분리처
- 중국공상은행 센터저축소
- 중국공상은행 시장저축소
- 중국건설은행 건은저축소
- 중국우정저축은행 인펑로지점

## 역사
- 1936년 건설.(당시 역명은 핑양역(平阳站)이었다.)
- 1964년 9월 지둥역으로 개칭.